# جلال الخوالدة
جلال يونس الخوالدة ويشتهر جلال الخوالدة (مواليد 1970 في عمّان، الأردن) هو روائي وكاتب وصحفي أردني.

## مسيرته
عمل محررا ورئيسا للتحرير في عدد من الصحف الأردنية الأسبوعية، ومديرا لمكتب مجلة الرأي العام اللبنانية بين عامي 1989 و1997. عمل الخوالدة أيضًا منتجا ومعدا لعدد من البرامج التلفزيونية، وتخصص في  تدريب الطواقم الإعلامية منذ عام 1997 وحتى عام 2003. ثم انتقل إلى دبي مع نهاية عام 2003، وقدم استشارات تأسيس لعدد من القنوات التلفزيونية وقام بتأسيس ونشر وإصدار قنوات فضائية مثل إنفينتي والديرة الفضائية، ويعد رائد الاعلام السياحي المرئي العربي بتأسيس واطلاق قناة السفر العربي في العام 2005 في مدينة دبي للإعلام، وفي عام 2006، تولى منصب الرئيس التتنفيذي لمجموعة إس جي القابضة، ومديرا لمشروع مدينة الريف في دبي لاند. له دراسات إعلامية مثل إطلاق القنوات الفضائية، فن إعداد البرامج التلفزيونية، تخطيط البرنامج العام وغيرها. وفي عام 2009، أسس «مركز فجر الشرق للدراسات والبحوث» ومجموعة «الإعلاميون العرب».، وكذلك أسس «هيئة الصحافة الإلكترونية العربية» 2010. وأصبح خبير الإعلام والإعلان المعتمد لدى المحاكم ودور القضاء منذ العام 2010 وأسس في العام 2014 معهد التدريب الإعلامي الدولي، وفي العام 2016 أطلق ما يُعرف بـ «مشروع نورسين الثقافي» الذي يهدف إلى تبادل الثقافات والآداب بين الشعوب والتعريف بالتراث العالمي وأدباء العالم المبدعين الذي لم يحصلوا على فرص الشهرة والجوائز العالمية، ويشتهر جلال الخوالدة بأنه كاتب حكم وأقوال واقتباسات متداولة على الشبكة العنكبوتية وقد صدرت معظمها في مؤلفاته، ويشغل الخوالدة منصب الرئيس التنفيذي لمؤسسة «نورسين للاستشارات الإعلامية والإعلانية» ومقرها مدينة دبي، دولة الإمارات العربية المتحدة.

## مؤلفاته
- «رواية ليست للنشر» (رواية)، 2004[6][7]
- «المذيع التليفزيوني: كتاب في التدريب والتأهيل»، 2004[8][9]
- «كتاب الله دلالات عقلية» (دراسة بحثية)، 2006
- «الشيخ والأستاذ» (حوار فلسفي)، 2007
- «دراسة فنون المعلومات» (بحث علمي)، 2008
- ثنائيات وثلاثيات الكهف (دراسة بحثية)، 2009
- شيخ البيان (كتاب منهجي)، 2010
- «طبطة»، (أقوال وإقتباسات)، 2011[10]
- «حمل ثقيل» (أقوال وإقتباسات)، 2012[11]
- «الحظ والحب والأمل.. وأشياء أخرى» (أقوال وإقتباسات)، 2013[12]
- «جدال.. ورجولة !» (أقوال وإقتباسات)، 2014
- «ارتباك.. مواسم الأفكار !» (أقوال وإقتباسات)، 2015
- «أدب الطفولة» (كتاب منهجي)، 2016
- «توت وتين» (مجموعة قصصية) 2017
- «أورغانون الصخب والحب» (أقوال واقتباسات- الأعمال الكاملة)، 2021

## الجوائز
- جائزة أفضل الكتاب المؤثرين في الأردن 2010 [13]

## روابط خارجية
- مقالاته على موقع جريدة الغد